# Nguyễn Trung Trí
Nguyễn Trung Trí (sinh 1963) là đại biểu Quốc hội Việt Nam khóa X. Ông thuộc đoàn đại biểu Tiền Giang.
Tên thường gọi: Nguyễn Trung Trí
Ngày sinh: 2/5/1963
Giới tính: Nam
Dân tộc: Kinh
Tôn giáo: Không
Quê quán: Xã Lương Hòa Lạc, huyện Chợ Gạo, Tiền Giang
Trình độ chuyên môn: Kỹ sư Điện
Nghề nghiệp, chức vụ: Kỹ sư Điện, Trưởng chi nhánh Điện lực huyện Cai Lậy, tỉnh Tiền Giang
Nơi làm việc: Chi nhánh Điện lực huyện Cai Lậy, tỉnh Tiền Giang
Nơi ứng cử: Tiền Giang
Đại biểu Quốc hội khoá: X
Đại biểu chuyên trách: Không
Đại biểu Hội đồng Nhân dân: Không